# Władimir Czestnokow
Władimir Iwanowicz Czestnokow (ros. Владимир Иванович Честноко́в; ur. 12 kwietnia 1904, zm. 15 maja 1968) – radziecki aktor filmowy i teatralny. Ludowy Artysta ZSRR (1960). Laureat Nagrody Stalinowskiej. Pochowany w Petersburgu na Literatorskich Mostkach Wołkowskiego Cmentarza.

## Wybrana filmografia
- 1947: Pirogow
- 1949: Życie dla nauki

## Nagrody i odznaczenia
- Ludowy Artysta RFSRR
- Ludowy Artysta ZSRR
- Nagroda Stalinowska (1950)
- Nagroda Państwowa ZSRR (1967)
- Order Lenina
- Order Czerwonego Sztandaru Pracy (1964)
- Order Czerwonej Gwiazdy (1943)
- Medal „Za obronę Leningradu” (1943)
- Medal „Za zwycięstwo nad Niemcami w Wielkiej Wojnie Ojczyźnianej 1941–1945” (1945)
- Medal „Za ofiarną pracę w Wielkiej Wojnie Ojczyźnianej 1941–1945”

I inne.